# Teiji Takagi

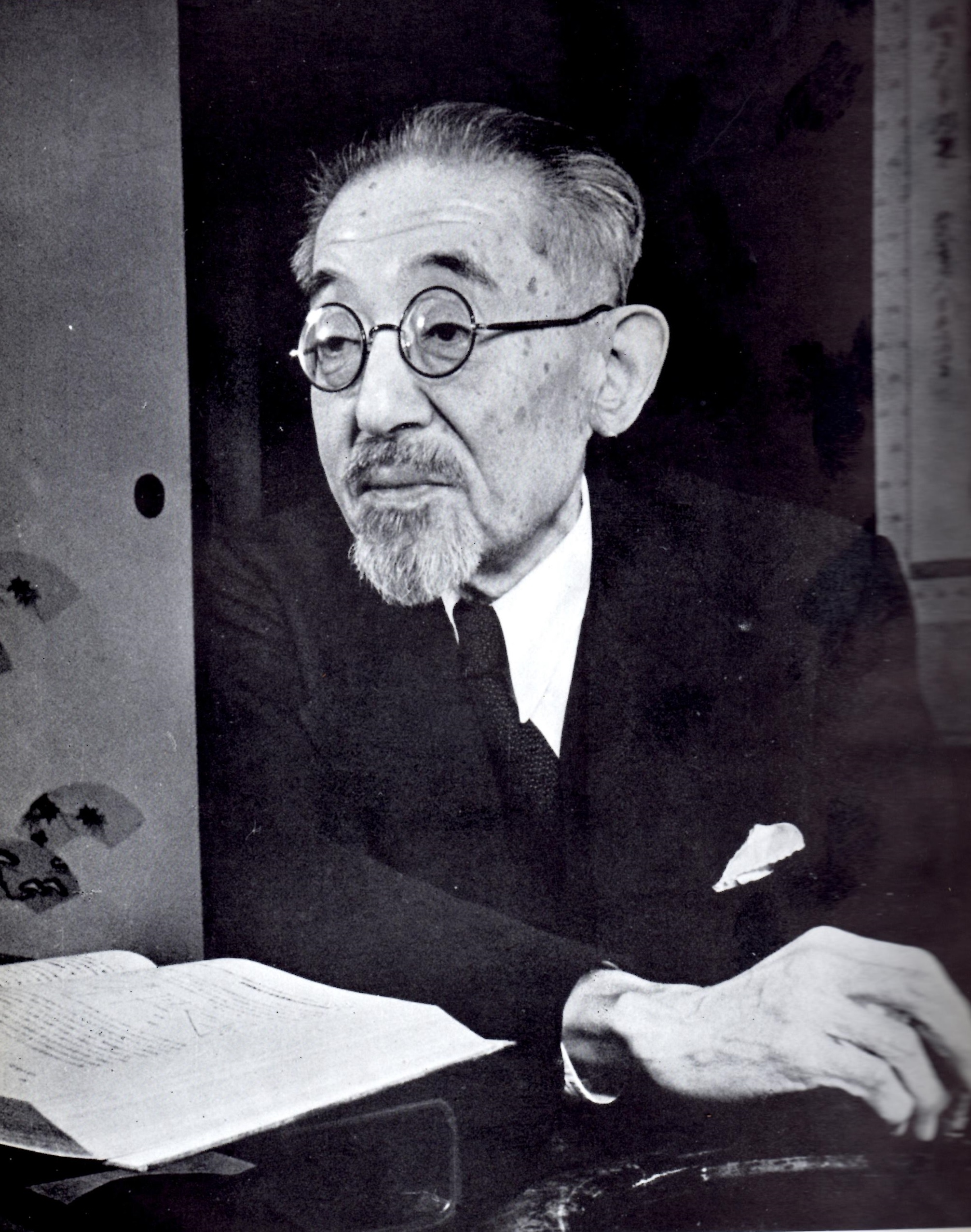
Teiji Takagi

Teiji Takagi (高木 貞治 Takagi Teiji, 21 april, 1875 - 28 februari, 1960) was een Japans wiskundige, die vooral bekend is door zijn bewijs van de Takagi-existentiestelling in de klassenveldtheorie.
Hij werd geboren in de bergachtige en landelijke Gifu prefectuur in Japan. Op de eerste klassen van de middelbare school (10 tot 14 jaar) kwam hij in contact met de wiskunde, waarbij hij Engelse leerboeken las. Nadat hij de in hogere klassen van de middelbare school op een speciale school voor hoogbegaafde kinderen had afgerond, ging hij naar Universiteit van Tokio, op dat moment de enige universiteit in Japan. Daar leerde hij wiskunde uit klassieke leerboeken zoals Algebra  van George Salmon en Lehrbuch der Algeba van Heinrich Weber. Geholpen door David Hilbert studeerde hij daarna in Göttingen. Naast zijn werk in de algebraïsche getaltheorie schreef hij een groot aantal Japanse leerboeken over de wiskunde en de meetkunde. Hij speelde voor en tijdens de Tweede Wereldoorlog een vooraanstaande rol in de ontwikkeling van het Japanse militaire versleutelingssysteem.